# 常隆寺
常隆寺(じょうりゅうじ)は兵庫県淡路市久野々にある寺院である。

## 概要
常隆寺は常隆寺山の最高峰伊勢の森頂上近くにあり、常隆寺・先山千光寺・東山寺で構成される淡路島山岳3名刹の一つとして数えられる。周囲には原生林が多く残り、瀬戸内海国立公園に指定されている。そのなかでも、境内に広がるスダジイやアカガシの群落は県の天然記念物に指定されており、紅葉の名所としても知られている。山頂からは育波の街並みが眺められる。常隆寺は805年1月24日に804年に起きた藤原種継暗殺事件に関与したとして廃太子となり、淡路への配流の途中憤死した、桓武天皇の同母弟早良親王（崇道天皇）の怨霊を慰めるために天皇の勅願によって建立された。本尊は十一面千手観音菩薩像で行基作と伝えられている。

## アクセス
- 神戸淡路鳴門自動車道　東浦ICから車で18分
- 仁井本村バス停(あわ神あわ姫バス)から徒歩62分